# Козырев, Анатолий Иванович

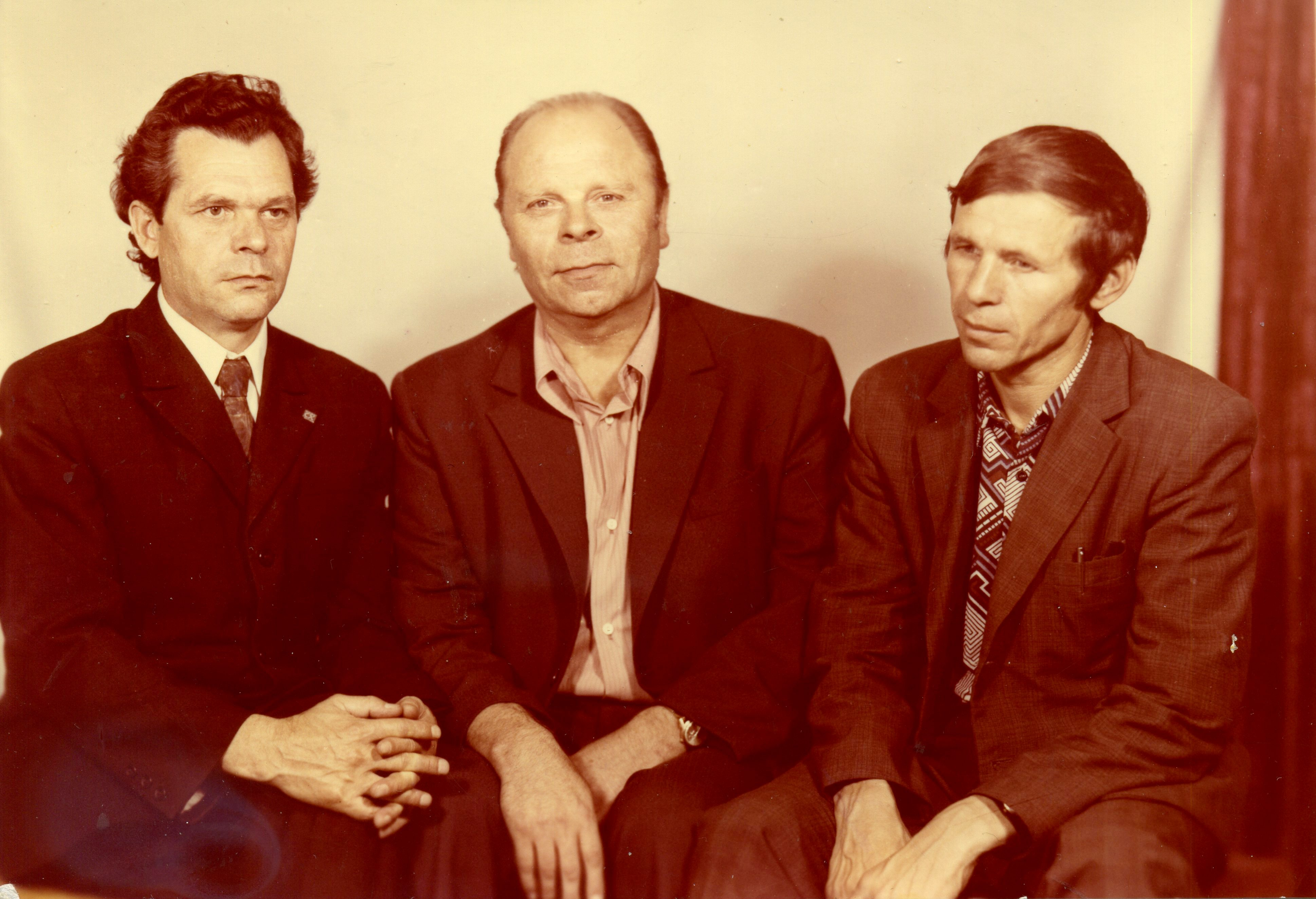
На снимке — слева направо:
1. Б. М. Колбин — председатель союза художников г. Кургана.
2. А. И. Козырев
3. И. Я. Лохматов — член союза художников СССР.

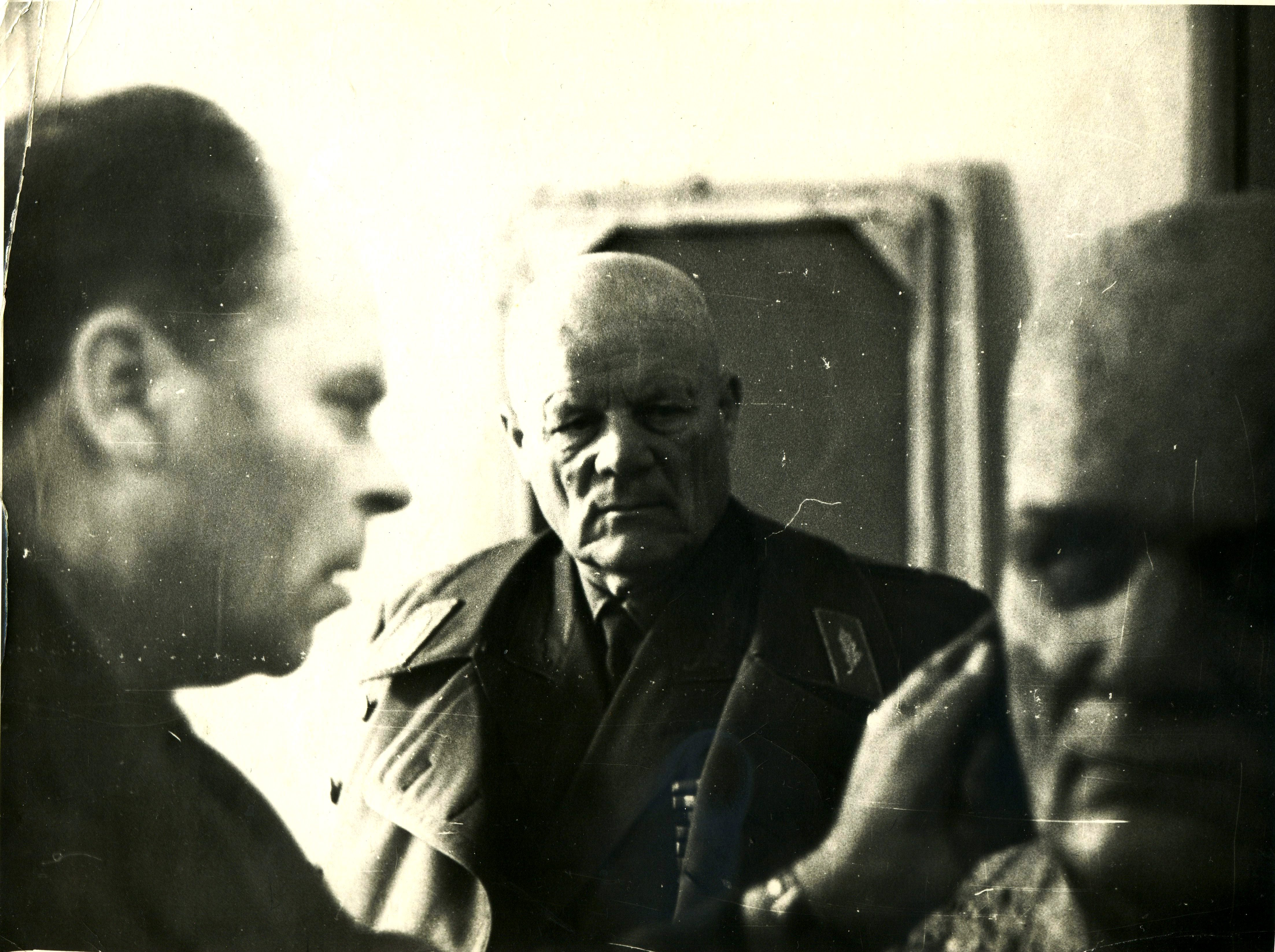
Маршал Советского Союза Голиков Ф. И. и Козырев А. И.

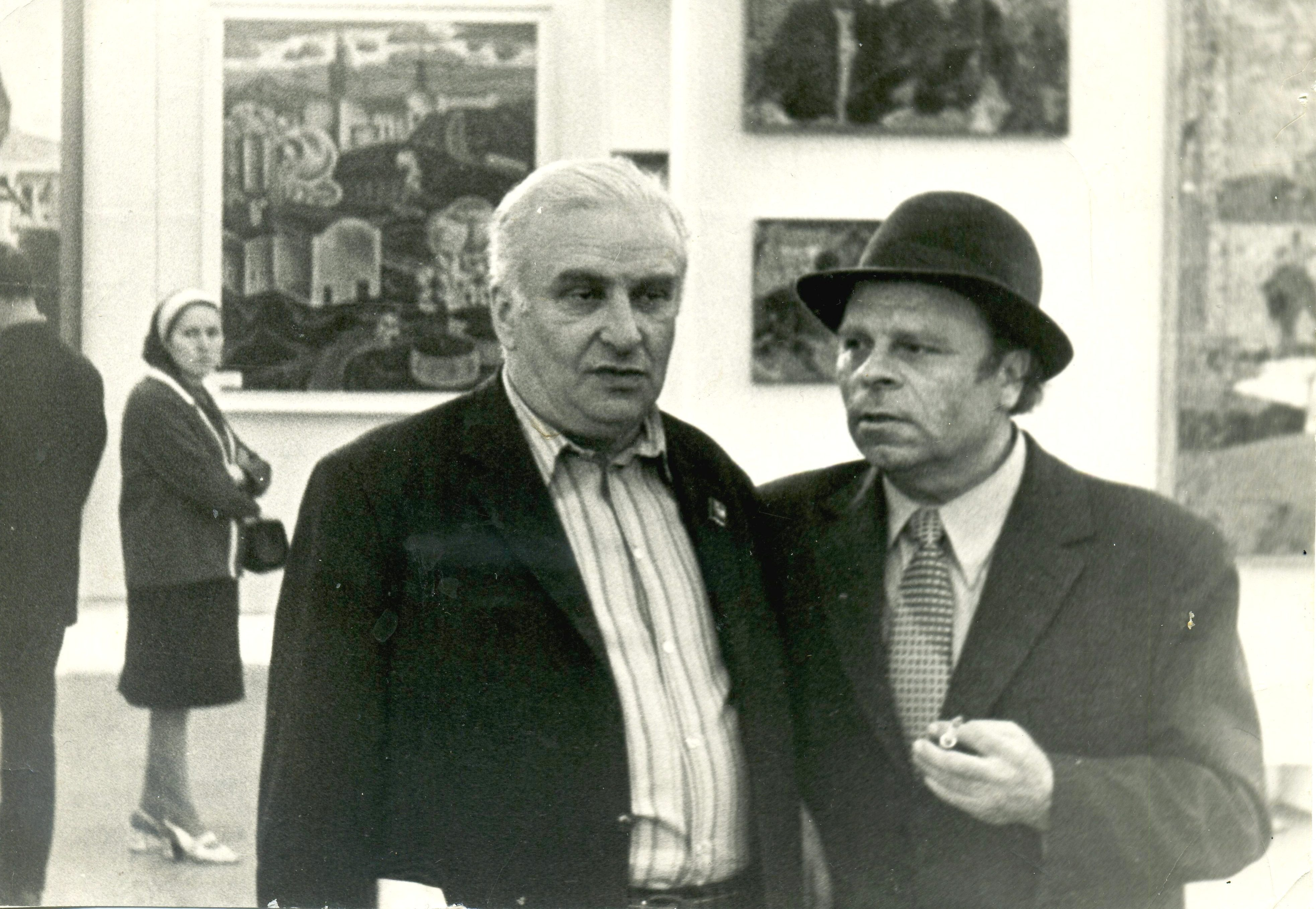
г. Уфа. 1974 г. Выставка «Уралсоциалистический». Слева направо: Ионин Д. М. — председатель Свердловской организации Союза художников СССР г. Свердловск, Козырев А. И.

Анатолий Иванович Козырев (21 июля 1918, Верхний Бемыж, Вятская губерния — 7 сентября 1980, Курган) — советский скульптор. Член Союза художников СССР с 1961 года. Почетный гражданин Курганской области (2021). Наиболее известный благодаря своим работам в Кургане, где он жил и работал.

## Биография
Анатолий Иванович Козырев родился 21 июля 1918 года в деревне Верхний Бемыж Бемышевской волости Елабужского уезда Вятской губернии, ныне деревня — административный центр муниципального образования «Верхнебемыжское» Кизнерского района Удмуртской Республики.
Учился в Ижевском художественном училище. В 1936 году окончил Казанское художественное училище по классу живописи. Работал художником в театрах Свердловска и Ташкента.
В 1946 году Козырев А. И. переехал в Оренбург, где участвовал в создании художественного комбината и стал его руководителем. Постепенно комбинат перерос в Товарищество, а после в Союз оренбургских художников. Встретившись в 1947 году в Оренбурге со скульптором Петиным, Козырев решил попробовать свои силы, взял у него глину и вылепил портрет М. Горького. Петин высоко оценил работу и Козырев решил серьезно заняться скульптурой. В Оренбурге первыми работами Козырева были барельефы, украсившие фасад Оренбургского драматического театра.
В Курган он приехал в 1953 году из Оренбурга, уже имея за плечами опыт участия в художественных выставках и являясь автором нескольких памятников, в том числе памятника А. С. Пушкину в Бёрдах Оренбургской области (1949) и жертвам белогвардейского набега на Оренбург (1950). Интересно, что получив профессиональное образование живописца в Казанском художественном училище, А. И. Козырев связал свою жизнь со скульптурой, самостоятельно освоив сложнейшую технологию искусства ваяния. Должно быть, живым примером в этом ему послужил талантливый оренбургский скульптор-самоучка Г. А. Петин, некоторое время бывший его наставником. Однако нужно отдать должное прежде всего природной одаренности и трудолюбию А. И. Козырева — главным составляющим его творческого успеха и признания.
Член Союза художников СССР с 1961 года. Курганское отделение СХ создано в 1968 году.
У истоков создания Курганского отделения Союза художников стоял Козырев А. И.
Анатолий Иванович Козырев умер 7 сентября 1980 года в городе Кургане Курганской области, похоронен в городе Кургане.

## Работа
Именно в Кургане в полной мере раскрылся его талант как в монументальной, так и в станковой пластике. В городе, где не было скульпторов, а профессиональных художников насчитывались единицы, ощутимо росла тяга к культуре, молодой областной центр стремился соответствовать своему статусу, в том числе и в плане формирования современной архитектурно-художественной среды. С конца 1950-х годов А. И. Козыреву удалось осуществить в городе и области целый ряд монументальных скульптурных проектов: памятники борцам за дело революции Дмитрию Пичугину, Наташе Аргентовской, пионеру-герою Коле Мяготину, красному командиру Н. Д. Томину, героям Великой Отечественной войны генералу Карбышеву и маршалу Ф. И. Голикову, памятник основателю Кургана Тимофею Невежину и садово-парковая скульптурная композиция «Подруги». Значительное число памятников В. И. Ленину в Зауралье было создано также А. И. Козыревым. Памятник В. И. Ленину работы А. И. Козырева был установлен в 1952 году в Кургане на главной площади города — площадь Ленина, в 1967 он был перенесён к арматурному заводу, а на его месте установлен памятник работы В. Е. Егорова и Г. И. Белянкина.

## Творчество

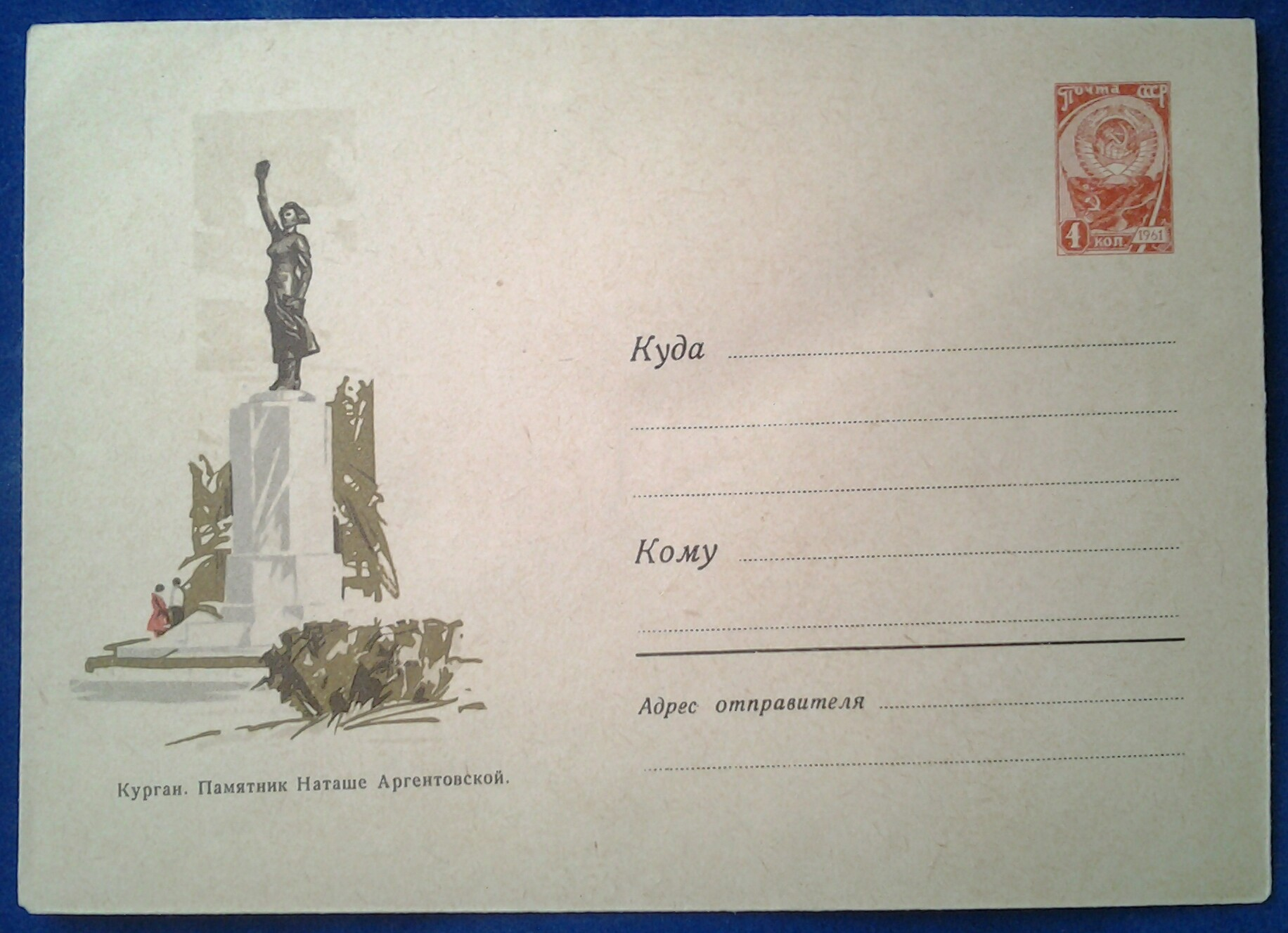
Памятник Наташе Аргентовской. Почтовый конверт СССР

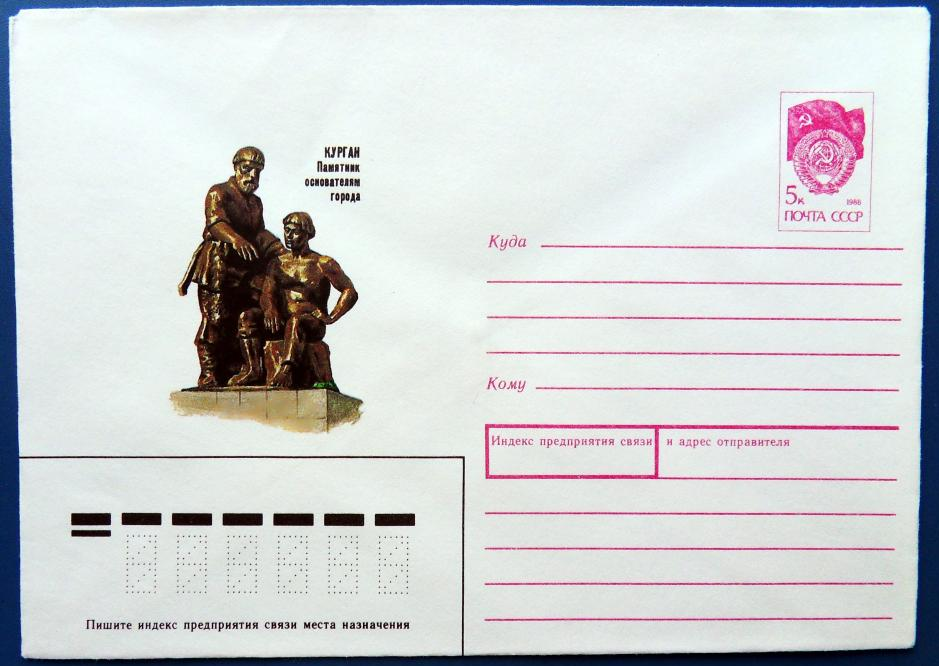
Памятник основателям города. Почтовый конверт СССР

Обладатель редкой профессии, наделенный особой человеческой притягательностью, Анатолий Иванович стал для Кургана с течением времени по-настоящему знаковой фигурой, своеобразным «гением места». В его скульптурную мастерскую, расположенную сначала в Курганском театре драмы, постоянно приходили самые разные люди, в том числе известные и влиятельные личности. Местные и заезжие артисты, партийная элита, журналисты и художники, именитые земляки и гости города — все считали за честь посещение мастерской А. И. Козырева, творческая жизнь которого была чрезвычайно полнокровной и многообразной. Увлеченную работу скульптора над монументальными проектами теснили его литературные замыслы. О масштабах его писательского дарования можно судить по многочисленным рассказам, повестям и пьесам. Причем это не было прихотью провинциального графомана. Отрывки из них печатались в газетах, на их основе ставились театральные спектакли. Среди друзей Анатолия Ивановича были маститые режиссёры, кинооператоры, артисты и, конечно, скульпторы. Такие, как народный художник СССР, Академик, скульптор-монументалист Н. В. Томский, народный художник Армении, Академик, талантливый армянский скульптор А. Саркисян, народный художник России, скульптор-монументалист Ю. Л. Чернов, кинооператор Игорь Лукшин.
Кроме того, скульптор Козырев постоянно участвовал в областных, региональных и Всероссийских выставках. Его привлекали героические образы современников, известных земляков, а также прославленных деятелей литературы и искусства. Среди наиболее выдающихся скульптурных портретов мастера — «Дед Захар — сибиряк», «A.M. Горький» (мрамор), «Л. Н. Толстой» (мрамор), «В. В. Маяковский» (мрамор), «Т. С. Мальцев» (мрамор), «Доктор медицинских наук Г. А. Илизаров», «Поэт Алексей Еранцев», «Артист облдрамтеатра П. В. Масне» (1956, чугун, КОХМ). «Портрет старика» (1967, мрамор, КОХМ), «Портрет Г. М. Ефремова» (1964, бронза, КОХМ).
Особое место в творчестве А. И. Козырева занимает бронзовый бюст великого немецкого композитора Людвига ван Бетховена, выполненный скульптором в 1971 году. Нужно упомянуть в связи с этим о более раннем опыте скульптора в создании экспрессивного портретного образа Н. Паганини, играющего на скрипке (1956). Однако в решении портрета Бетховена Анатолий Козырев использовал принципиально иные средства. Перед нами монументализированный образ погруженного в свои переживания композитора. Он словно прислушивается к музыке, звучащей внутри него. Скульптор передал характерный наклон головы человека, пытающегося преодолеть непроницаемую завесу глухоты. Развевающиеся на ветру концы шейного платка, как и откинутые назад волосы Бетховена метафорически выражают мотив внутренней борьбы и преодоления жизненных невзгод. Жест сложенных на груди рук, с одной стороны, выдает нервное напряжение и желание отгородиться от мира, отдавшись музыке, с другой — придает его облику силу, уверенность и энергию сопротивления. Портретное сходство не являлось для автора главной целью. Прежде всего его волновало образное воплощение сложной душевной организации Бетховена, человека драматичной судьбы, и самого духа его гениальной музыки, волнующей душу как страстями, так и возвышенными чувствами.
На сегодняшний день художественное наследие А. И. Козырева незаслуженно мало изучено. В силу сложившихся обстоятельств, многие его произведения оказались утрачены. Однако часть значительных скульптур вошла в музейные собрания Кургана. Творческая работа «Дед Захар — Сибиряк» выполненная в мраморе, принимала участие на выставке «Советская Россия» в 1959 году, работа была высоко оценена о чем писали в журнале «Художник» и она заняла достойное место в Третьяковской галерее. Богатый личный архив А. И. Козырева (документы, фотографии, рукописи) даже при поверхностном знакомстве позволяет судить о высоком художественном уровне его произведений, масштабе и многогранности творчества, весомой роли в культурном развитии Зауралья.
3 августа 1962 года выпущен почтовый художественный маркированный конверт с памятником Наташе Аргентовской работы А. И. Козырева.
27 декабря 1990 года выпущен почтовый художественный маркированный конверт с памятником основателям города Кургана работы А. И. Козырева.

## Критика
А. И. Козырева критиковали за «богемное» поведение и художественные недостатки. Но критиковали как-то робко, видимо, убоявшись мощного духа искусства скульптуры, в которой всегда главное не борьба идеологических шаблонов, а борьба против сил природы и художественного хаоса. И Анатолий Козырев отвечал таким высоким меркам.

## Награды
- Почётный гражданин Курганской области (4 февраля 2021) — за выдающиеся заслуги в развитии отраслей экономики и социальной сферы, способствующие повышению известности и авторитета Курганской области[6]

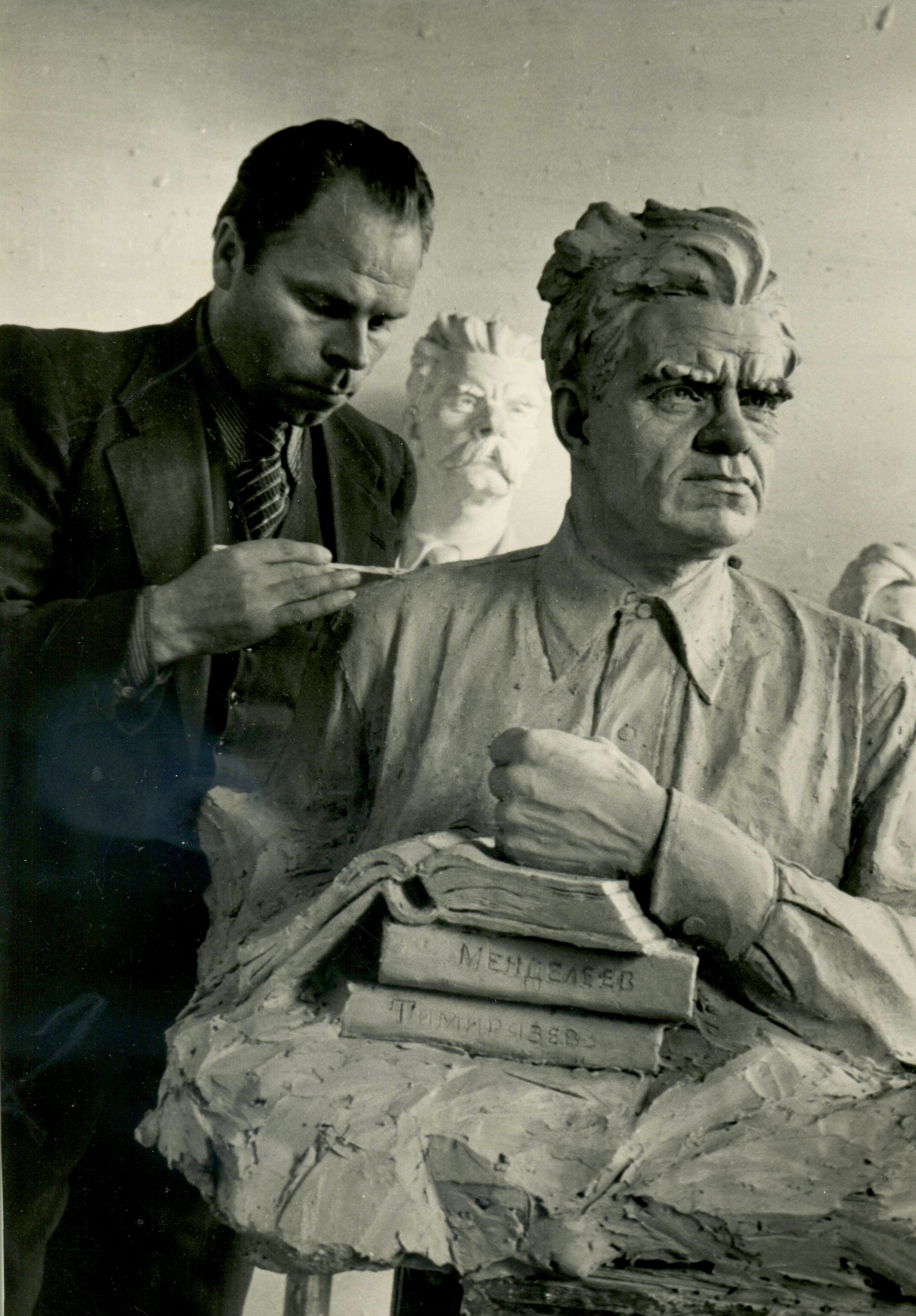
А. И. Козырев за работой.

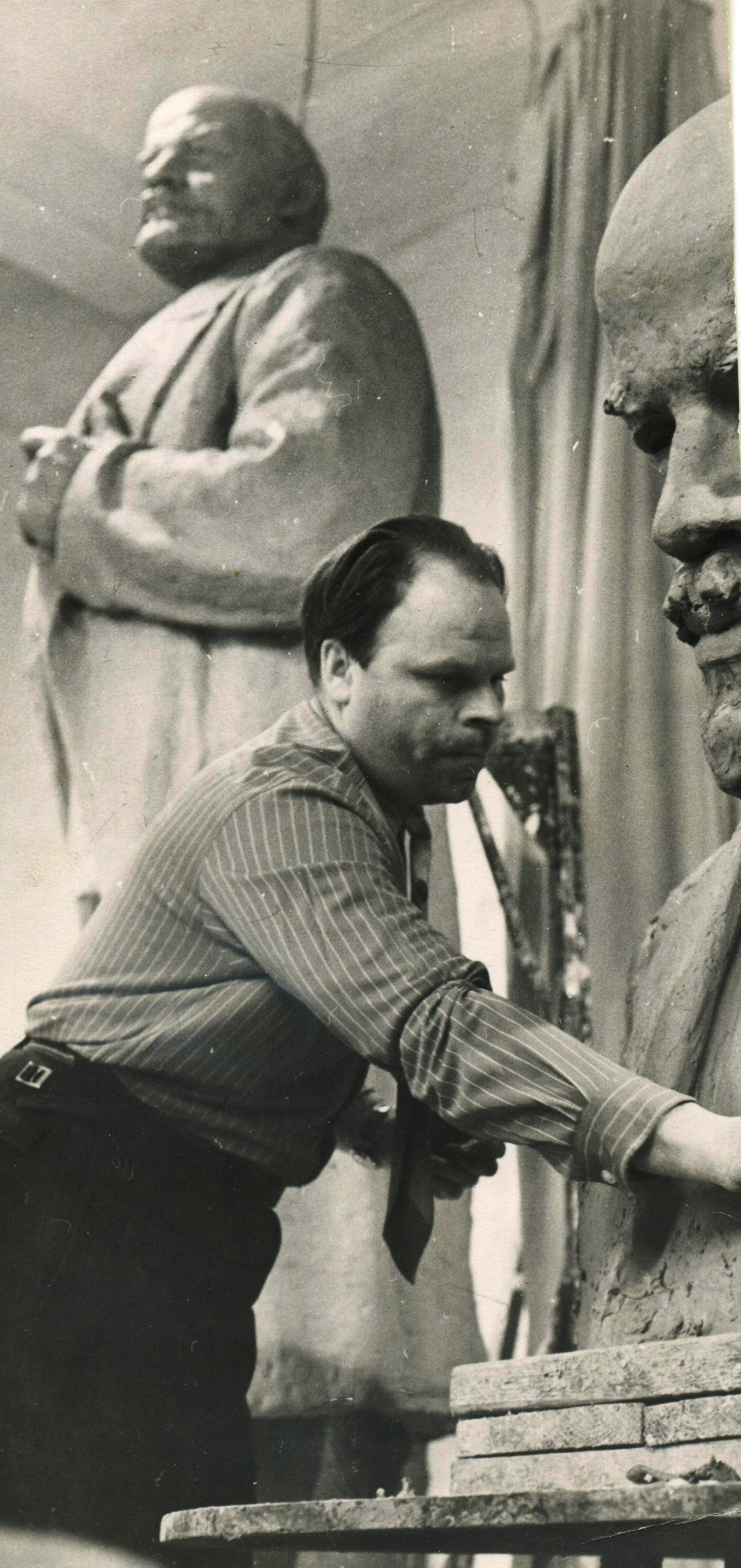
А. И. Козырев за работой.

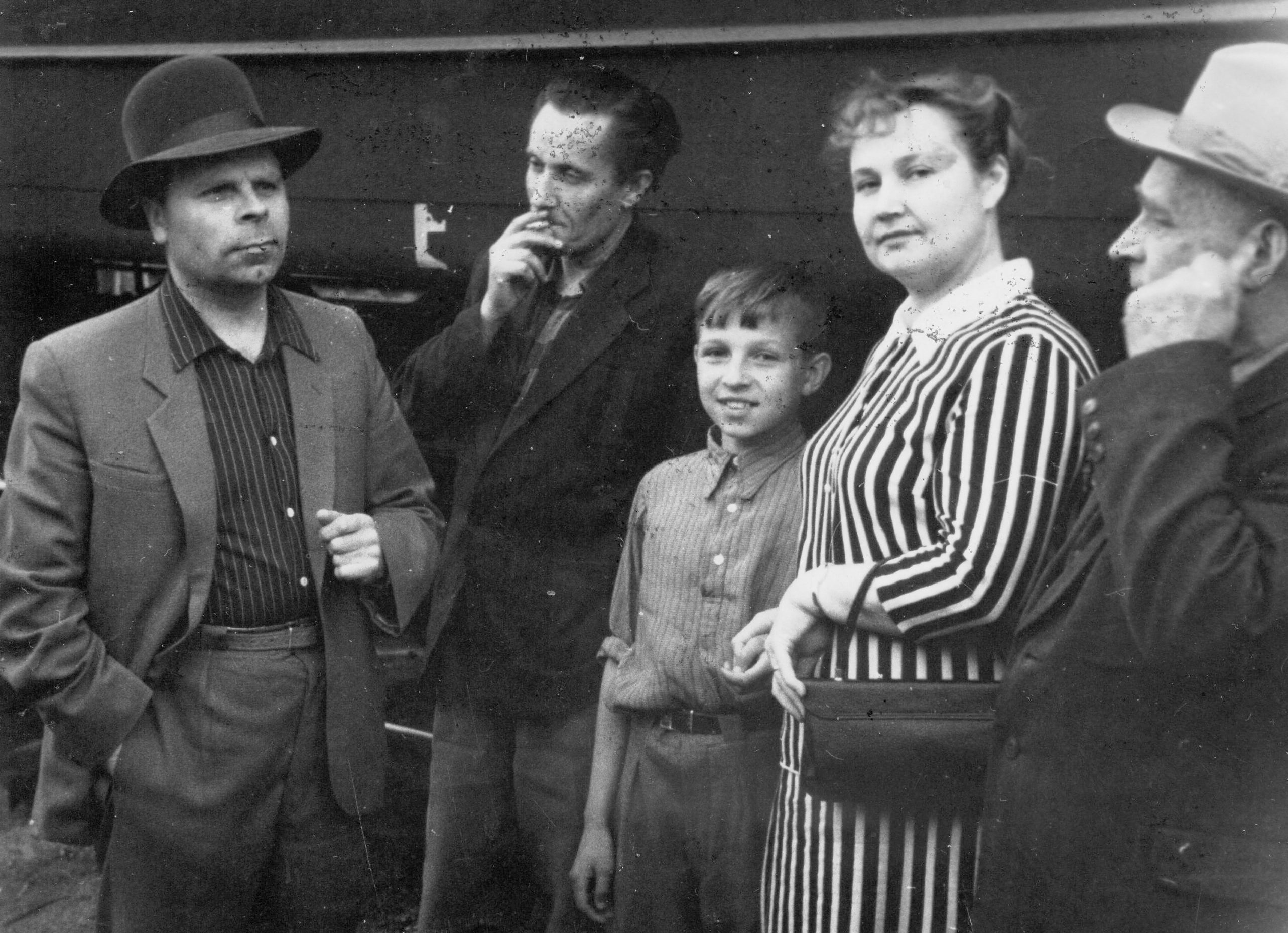
На снимке — слева направо:
1. А. И. Козырев
2. Б. И. Забелин — главный художник драмтеатра г. Кургана
3. Сын В. А. Козырев
4. Жена Козырева. В. Ф. Илюшин — заслуженный художник Аджарии

## Память
Мемориальная доска на доме где жил и работал А. И. Козырев, г. Курган, ул. Ленина, 32.

## Семья
Анатолий Козырев был женат, жена Клавдия Козырева; сын Владислав, 73 года, проживает в Кургане.\.

## Галерея работ

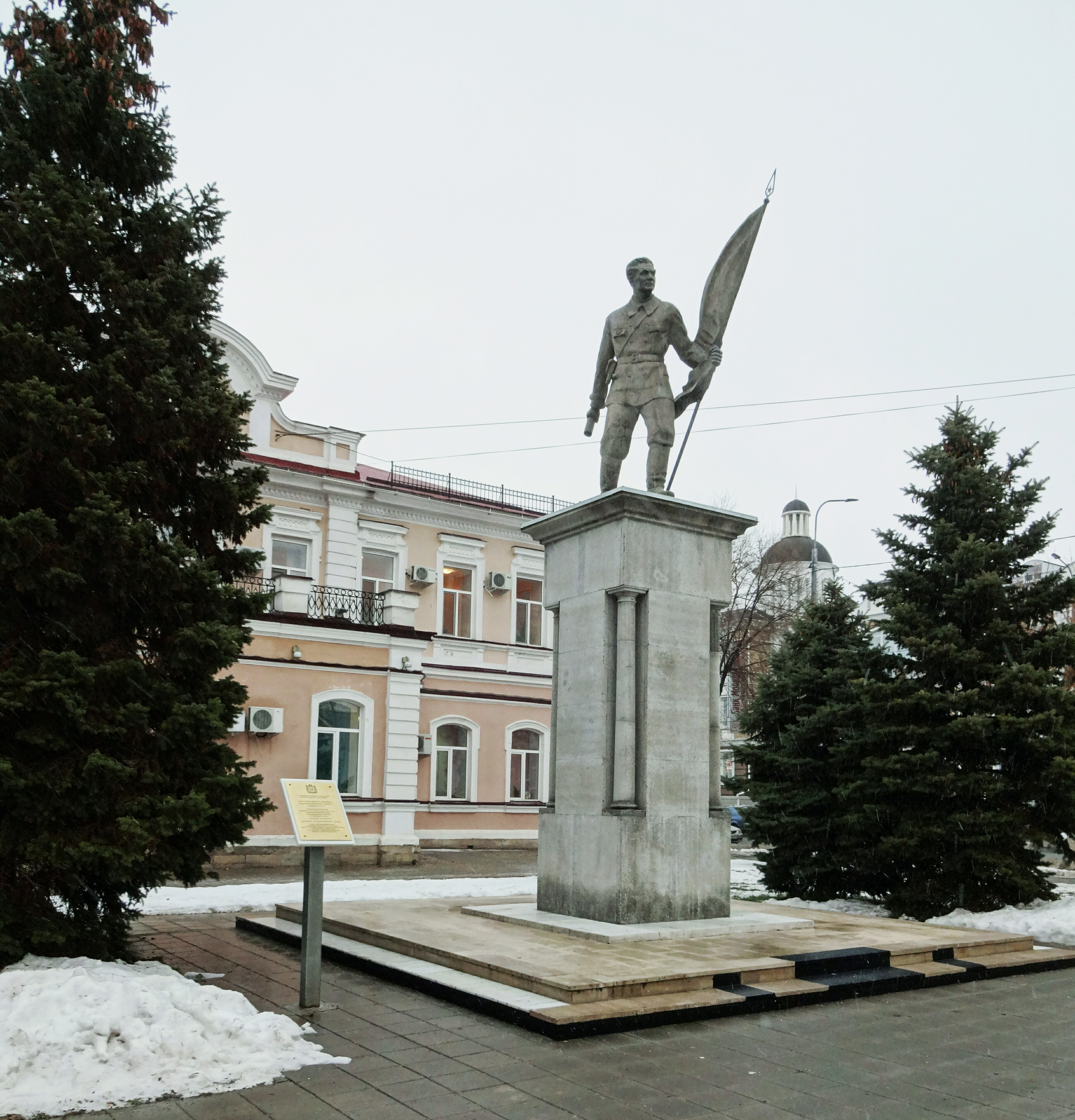
Жертвам белогвардейского набега на Оренбург (1950)
Пичугин (1959)
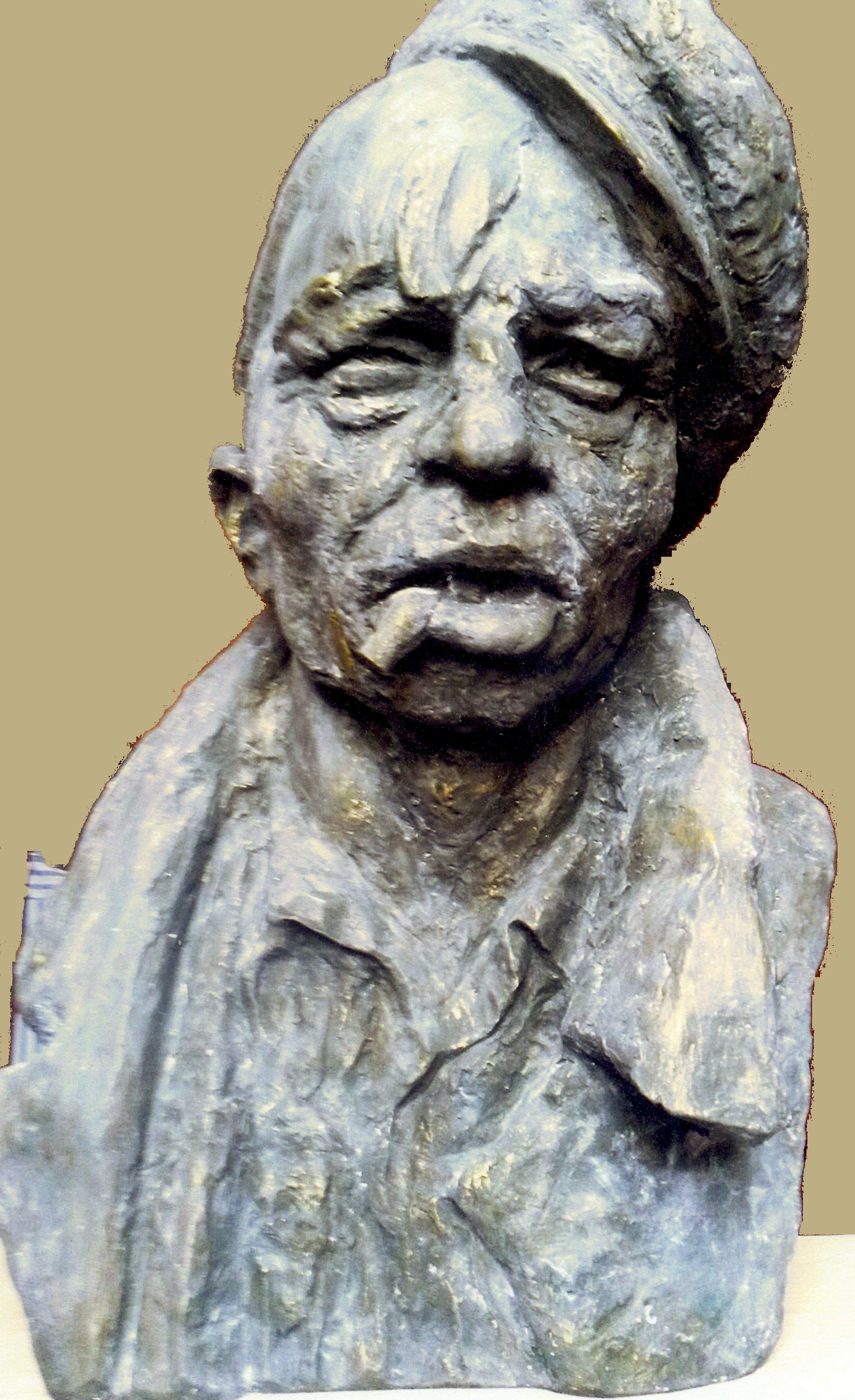
Тип уходящий в прошлое (1959)
Наташа Аргентовская (1961)
Коля Мяготин (1964)
Тимофей Невежин (1964)
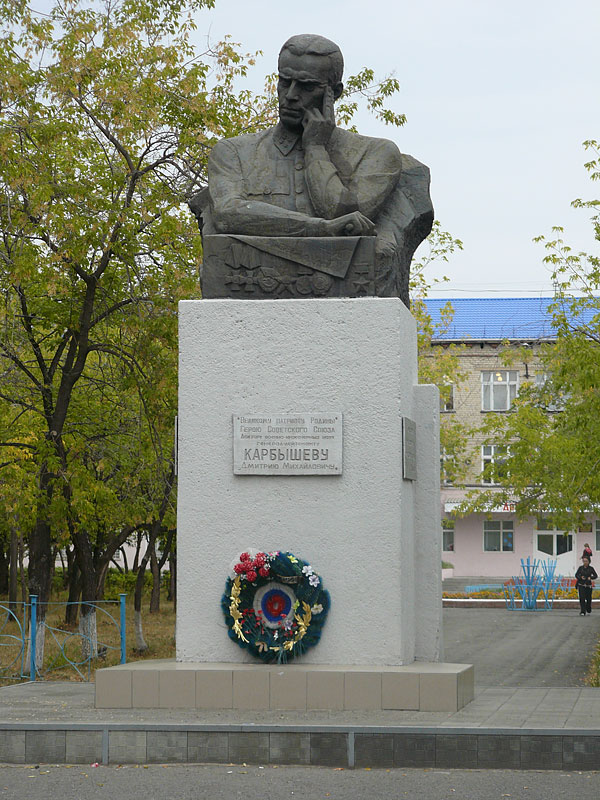
Карбышев (1975)
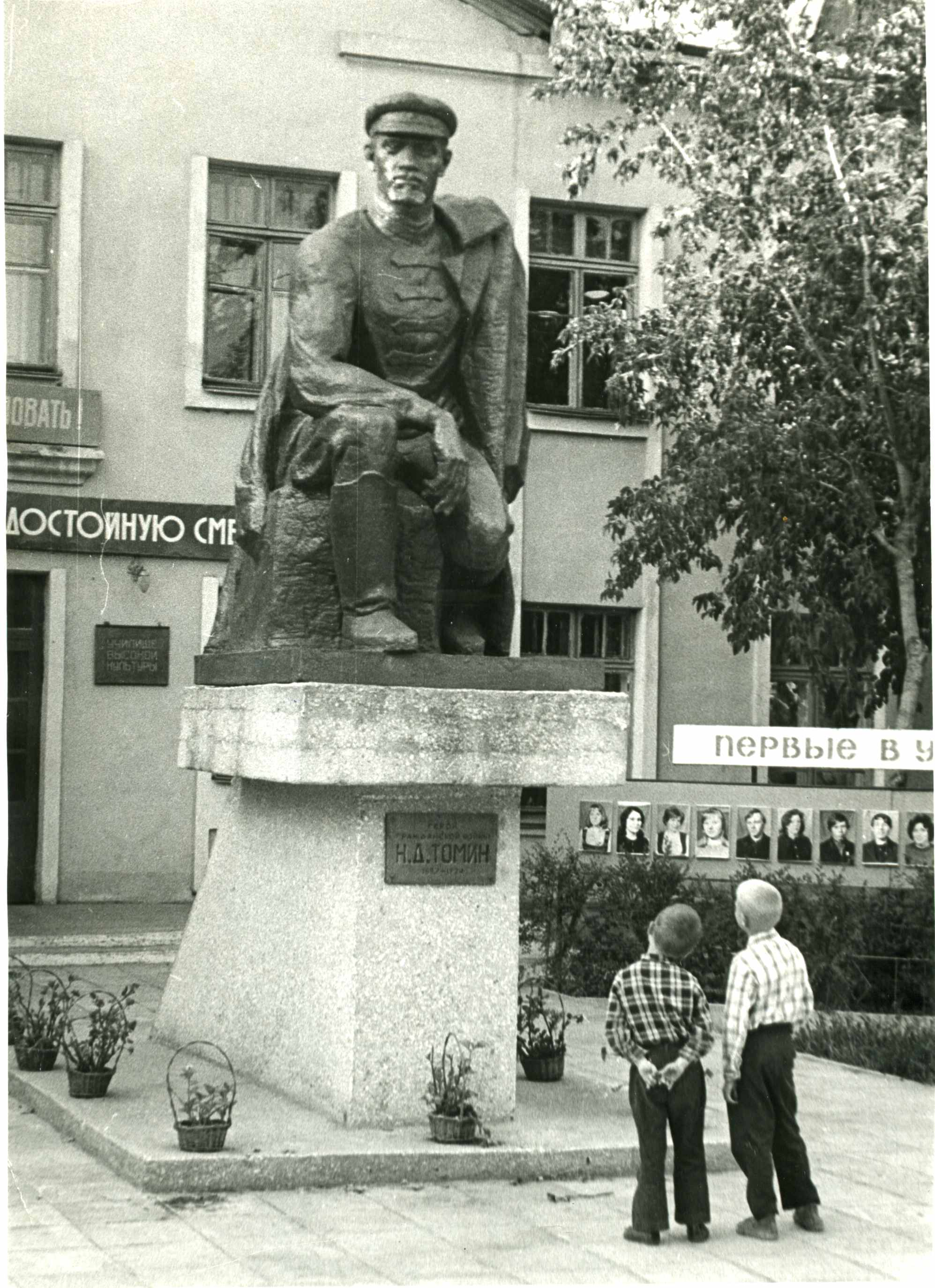
Томин (1975)
Подруги
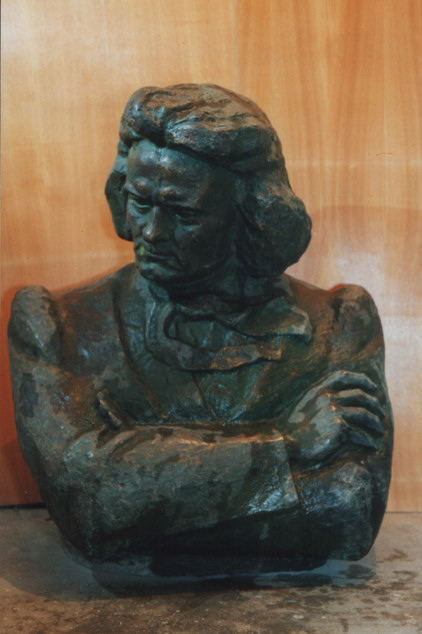
Бюст Бетховена

## Список произведений А. И. Козырева
Работы включительно до 1968 года:
1. Пастух. 1949, г. т., 50x20x20.
2. И. П. Блинов. 1953. г, т., 70x50x45.
3. Портрет директора Тюменского театра Колмакова. 1955. г. т., 45X25X25. 4. В. И. Ленин. 1955, г. т., 69x50x34.
4. Тамара. 1955, г., 50X25x25.
5. Л. М. Меерсон, заслуженный артист РСФСР. 1955. г. т., 45X40X30.
6. В. П. Бирюков, уральский краевед. 1955, г., 48X37X33
7. Учительница Альбина Ивановна. 1956, г, т., 45X30 ХЗО.
8. Заслуженный учитель Иннокентий Михайлович. 1956. г. т., 50X40X30.
9. 10. Артист драмтеатра П. В. Масне. 1950, г. т., 49X34X26.
10. Д. Е. Пичугин. 1956, г., 46X50X33.
11. Н. Паганини. 1956, г. т., 75x80X40.
12. Поэт С. Васильев. 1957, г., 65x65x40.
13. Писатель Е. Мальцев. 1955—58, г. т., 65X60X40.
14. А. В. Васильев. 1958, г. т., 50X50x35.
15. А. М. Горький. 1958, мр., 54x50x30.
16. Дед Захар-Сибиряк. 1959, г. т., 68X70x55.
17. Фрезеровщица Н. И. Дегтярева. 1959, г. т., 50X30X30.
18. Тип, уходящий в прошлое (хулиган). 1959, г. т, 65X40X30.
19. Т. 'С. Мальцев. «1958—61-, мр.,'40x30x25.
20. Зита. 1961, г. т» 21X12X10.
21. Ара Саркисян, действительный член Академии художеств СССР, Народный художник Армении 1962, г. т., 18x8x8.
22. Эскиз к памятнику «Первые поселенцы» (Тимофей Невежин). 1963, г. т., 45X30X30.
23. Герой Социалистического Труда Г. М. Ефремов. 1956—64, чугун., 44X18X24.
24. Б. Карпеш. 1963—64., г. т., 60x50x40.
25. Мудрость. 1964, мр., 80x30x40.
26. В. И. Ленин. 1965, чугун., 70X50x36.
27. Заслуженный артист РСФСР Н. Ф. Филиппов. 1965, г. т., 58X62X40.
28. Солдаты. 1966; г. т., 120x90X60.
29. В. И. Ленин. 1966—68, мр., 130X40x58.
30. Герой Советского Союза Д. Г. Суховаров. 1966, г., т., 62X89X32.
31. Первый тракторист. 1966, г., т., 60X30X27.
32. Раздумье. 1966, мр., 50x35x33.
33. А. И. Сочнев (этюд). 1967, г., т., 50x30x30.
34. Маршал Советского Союза Ф. И. Голиков. 1967, г., т., 55X60X40.
35. Партизан Коршунов. 1957—67, мр., 43x40x30.
36. Поэт Сергей Васильев. 1958—67, мр., 65x60x38.
37. Народный артист РСФСР П. П. Кадочников. 1967, г., т., 60X40X28.
38. Наташа, 1967, г, т., 70x38x30.
39. Заслуженный артист РСФСР Б. А. Колпаков. 1968, г., т., 55X45X40.
40. В. И. Ленин. 1968, г., т., 180X100x82.
41. Коммунар. 1968, г., т., 60X25x20.
42. Гимнаст-разрядник Ю. Зазуля. 1968, г., т., 53X40 Х32.
43. Древние строители Зауралья. 1968, г., т., 100x90 Х40.
44. Доктор медицинских наук Г. А. Илизаров. 1968, г., т,, 60X46X34.